# Rotherby
Rotherby är en by i civil parish Hoby with Rotherby, i distriktet Melton, i grevskapet Leicestershire i England. Byn är belägen 15 km från Leicester. Rotherby var en civil parish fram till 1936 när blev den en del av Hoby with Rotherby. Civil parish hade 133 invånare år 1931. Byn nämndes i Domedagsboken (Domesday Book) år 1086, och kallades då Redebi.